# Leucoloma fontinaloides
Leucoloma fontinaloides là một loài Rêu trong họ Dicranaceae. Loài này được Dixon mô tả khoa học đầu tiên năm 1942.